# Saison 2013-2014 du Football Club de Grenoble rugby
Cette page présente la saison 2013-2014 du Football club de Grenoble rugby.
Le club est champion de France Reichel pour la quatrième fois de son histoire.

## Entraîneurs
L'équipe professionnelle est encadrée par
| Nom               | Poste                  | Nationalité sportive |
| ----------------- | ---------------------- | -------------------- |
| Fabrice Landreau  | Directeur sportif      | France               |
| Sylvain Bégon     | Entraîneur (avants)    | France               |
| Franck Corrihons  | Entraîneur (arrières)  | France               |
| Bernard Jackman   | Entraîneur (défense)   | Irlande              |
| Mike Prendergast  | Technique individuelle | Irlande              |
| Cyril Villain     | Analyste vidéo         | France               |
| Claude Mignaçabal | Entraîneur (buteurs)   | France               |
| Gareth Adamson    | Préparateur physique   | Afrique du Sud       |
| Frédéric Voulat   | Préparateur physique   | France               |
| Patrick Chassaing | Préparateur physique   | France               |
| Bruno Delatte     | Assistant              | France               |

## Effectif de la saison 2013-2014
| Nom                   | Poste                  | Naissance         | Nationalité sportive | Sélections (points marqués) | Dernier club          | Arrivée au club |
| --------------------- | ---------------------- | ----------------- | -------------------- | --------------------------- | --------------------- | --------------- |
| Albertus Buckle       | Pilier                 | 9 septembre 1983  | Afrique du Sud       | -                           | Biarritz olympique    | 2011            |
| Richard Choirat       | Pilier                 | 28 septembre 1984 | France               | -                           | Section paloise       | 2013            |
| Romain David          | Pilier                 | 21 avril 1982     | France               | -                           | Formé au club         | 2004            |
| Dayna Edwards         | Pilier                 | 14 mars 1985      | Australie            | -                           | Queensland Reds       | 2010            |
| Grégory Fabro         | Pilier                 | 28 février 1986   | France               | -                           | Formé au club         | 2008            |
| Kevin Goze            | Pilier                 | 4 novembre 1992   | France               | -                           | Formé au club         | 2011            |
| Kenan Mutapčić        | Pilier                 | 6 novembre 1979   | Bosnie-Herzégovine   |                             | US Bourg-en-Bresse    | 2009            |
| Dan Palmer            | Pilier                 | 13 septembre 1988 | Australie            |                             | Brumbies              | 2013            |
| Laurent Bouchet       | Talonneur              | 23 août 1988      | France               | -                           | Formé au club         | 2010            |
| Vincent Campo         | Talonneur              | 20 mai 1985       | France               | -                           | FC Auch               | 2011            |
| Anthony Hegarty       | Talonneur              | 11 mai 1987       | Australie            | -                           | Brumbies              | 2012            |
| Naude Beukes          | Deuxième ligne         | 22 octobre 1980   | Afrique du Sud       | -                           | US Oyonnax            | 2011            |
| Andrew Farley         | Deuxième ligne         | 21 août 1980      | Irlande              | -                           | Connacht Rugby        | 2009            |
| Ben Hand              | Deuxième ligne         | 24 avril 1982     | Australie            | -                           | Brumbies              | 2012            |
| Altenstadt Hulme      | Deuxième ligne         | 10 octobre 1981   | Afrique du Sud       | -                           | Union Bordeaux Bègles | 2010            |
| Thibaud Rey           | Deuxième ligne         | 20 juin 1992      | France               | -                           | Formé au club         | 2011            |
| Hendrik Roodt         | Deuxième ligne         | 6 novembre 1987   | Afrique du Sud       | -                           | Lions                 | 2013            |
| Cyril Veyret          | Deuxième ligne         | 30 janvier 1988   | France               | -                           | Formé au club         | 2009            |
| Fabien Alexandre      | Troisième ligne aile   | 14 mai 1985       | France               | -                           | Biarritz olympique    | 2011            |
| Cédric Béal           | Troisième ligne aile   | 17 octobre 1986   | France               | -                           | US Dax                | 2013            |
| Roland Bernard        | Troisième ligne aile   | 14 novembre 1981  | Afrique du Sud       | -                           | Stade montois         | 2009            |
| Jonathan Best         | Troisième ligne aile   | 2 août 1983       | France               | -                           | Formé au club         | 2006            |
| Olivier Chaplain      | Troisième ligne aile   | 6 janvier 1982    | France               | -                           | AS Béziers            | 2009            |
| Peter Kimlin          | Troisième ligne aile   | 11 juillet 1985   | Australie            |                             | Brumbies              | 2013            |
| Henry Vanderglas      | Troisième ligne aile   | 9 mai 1986        | Australie            | -                           | Bristol               | 2012            |
| Florian Faure         | Troisième ligne centre | 26 mars 1983      | France               | -                           | Biarritz olympique    | 2012            |
| Flavien Nouhaillaguet | Troisième ligne centre | 16 mars 1989      | France               | -                           | Formé au club         | 2010            |
| Shaun Sowerby         | Troisième ligne centre | 1er juillet 1978  | Afrique du Sud       |                             | Stade toulousain      | 2012            |
| Valentin Courrent     | Demi de mêlée          | 16 août 1982      | France               | -                           | SU Agen               | 2012            |
| James Hart            | Demi de mêlée          | 28 juillet 1991   | Irlande              | -                           | Clontarf              | 2011            |
| Mathieu Lorée         | Demi de mêlée          | 18 juin 1987      | France               | -                           | SU Agen               | 2013            |
| Nicolas Bézy          | Demi d'ouverture       | 26 septembre 1989 | France               | -                           | Stade français        | 2013            |
| Jordan Michallet      | Demi d'ouverture       | 10 janvier 1993   | France               | -                           | Formé au club         | 2013            |
| Blair Stewart         | Demi d'ouverture       | 2 octobre 1983    | Nouvelle-Zélande     | -                           | SC Albi               | 2010            |
| Olly Barkley          | Centre                 | 28 novembre 1981  | Angleterre           |                             | Racing Métro          | 2013            |
| Rudi Coetzee          | Centre                 | 16 avril 1981     | Afrique du Sud       | -                           | USA Perpignan         | 2012            |
| Nigel Hunt            | Centre                 | 14 mai 1983       | Nouvelle-Zélande     | -                           | Bay of Plenty         | 2010            |
| Rida Jahouer          | Centre                 | 7 juillet 1980    | France               | -                           | US Montauban          | 2010            |
| Geoffroy Messina      | Centre                 | 29 mai 1982       | France               | -                           | RC Toulon             | 2013            |
| Shane O'Leary         | Centre                 | 12 mars 1993      | Canada               | -                           | Young Munster RFC     | 2013            |
| Julien Caminati       | Ailier                 | 28 octobre 1985   | France               | -                           | CA Brive              | 2013            |
| Daniel Kilioni        | Ailier                 | 22 février 1993   | Tonga                | -                           | -                     | 2013            |
| Mathieu Nicolas       | Ailier                 | 11 février 1987   | France               | -                           | Castres olympique     | 2012            |
| Florian Ninard        | Ailier                 | 19 octobre 1981   | France               | -                           | Stade rochelais       | 2012            |
| Alipate Ratini        | Ailier                 | 17 février 1991   | Fidji                | -                           | Cronulla Sharks       | 2013            |
| Robinson Caire        | Arrière                | 24 janvier 1994   | France               | -                           | Formé au club         | 2013            |
| Fabien Gengenbacher   | Arrière                | 13 janvier 1984   | France               | -                           | Lyon OU               | 2006            |
| Benjamin Thiéry       | Arrière                | 2 juin 1984       | France               |                             | Montpellier HR        | 2013            |

### Équipe-Type
1. Albertus Buckle  2. Vincent Campo ou Anthony Hegarty 3. Dayna Edwards

4. Ben Hand ou Andrew Farley  5. Hendrik Roodt 

6. Jonathan Best 8. Florian Faure ou Peter Kimlin 7. Fabien Alexandre ou Peter Kimlin 

9. James Hart 10. Blair Stewart 

11. Julien Caminati 12. Geoffroy Messina 13. Nigel Hunt 14. Alipate Ratini ou Benjamin Thiéry 

15. Benjamin Thiéry ou Fabien Gengenbacher 

## Calendrier

### Top 14[5]
Le classement à l'issue de chaque journée est donné entre parenthèses après le score du match correspondant.
| - FC Grenoble – Stade français : 19 - 16 (6e) - Castres olympique – FC Grenoble : 34 - 6 (13e) - FC Grenoble – RC Toulon : 28 - 26 (7e) - USA Perpignan – FC Grenoble : 36 - 13 (12e) - FC Grenoble – Union Bordeaux Bègles :21 - 14 (8e) - ASM Clermont Auvergne – FC Grenoble :27 - 13 (11e) - Biarritz olympique – FC Grenoble : 21 - 27 (7e) - FC Grenoble – CA Brive : 12 - 12 (9e) - Racing Métro 92 – FC Grenoble : 20 - 22 (7e) - FC Grenoble – Union sportive Oyonnax rugby : 23 - 10 - Montpellier HRC – FC Grenoble : 25 - 18 - Aviron bayonnais – FC Grenoble : 24 - 21 - FC Grenoble – Stade toulousain : 25 - 18 | - Stade français – FC Grenoble : 21 - 6 - FC Grenoble – Castres olympique : 20 - 16 - RC Toulon – FC Grenoble : 21 - 22 - FC Grenoble – USA Perpignan : 25 - 19 - Union Bordeaux Bègles – FC Grenoble : 38 - 17 - FC Grenoble – ASM Clermont Auvergne : 16 - 13 - FC Grenoble – Biarritz olympique : 20 - 22 - CA Brive – FC Grenoble : 31 - 6 - FC Grenoble – Racing Métro 92 : 13 - 26 - Union sportive Oyonnax rugby – FC Grenoble : 46 - 13 - FC Grenoble – Montpellier HRC : 30 - 36 - FC Grenoble – Aviron bayonnais : 21 -21 - Stade toulousain – FC Grenoble : 38 - 8 |

Avec 11 victoires, 2 matchs nul et 13 défaites et un total de 53 points le FC Grenoble termine à la 11e place et ne se qualifie pas pour la phase finale du championnat de France 2013-2014.

### Amlin cup
Dans la Amlin cup le FC Grenoble fait partie de la poule 4 et sera opposé aux Anglais des London Wasps, aux Italiens du Rugby Viadana et aux Français de l'Aviron bayonnais.
| - 10/10/2013; Aviron bayonnais - FC Grenoble : 37-6 - 18/10/2013; FC Grenoble - Rugby Viadana : 40-7 - 06/12/2013; FC Grenoble - London Wasps : 7 - 47 | - 15/12/2013; London Wasps - FC Grenoble : 32 - 12 - 11/01/2014; Rugby Viadana - FC Grenoble : 19 - 19 - 18/01/2014; FC Grenoble - Aviron bayonnais : 34 - 16 |

Avec 2 victoires, 1 match nul et 3 défaites, le FC Grenoble termine 3e de la poule 4 et n'est pas qualifié.

## Statistiques
(Tableaux à jour au 22 octobre 2013)

### Meilleurs réalisateurs

#### Top 14
| Rang | Joueur            | Points | Essais | Transf. | Pén. | Drops |
| ---- | ----------------- | ------ | ------ | ------- | ---- | ----- |
| 1    | Valentin Courrent | 74     | 0      | 4       | 22   | 0     |
| 2    | James Hart        | 24     | 1      | 2       | 5    | 0     |
| 3    | Julien Caminati   | 20     | 0      | 1       | 6    | 0     |
| 4    | Olly Barkley      | 5      | 0      | 1       | 1    | 0     |
| 5    | Nicolas Bézy      | 3      | 0      | 0       | 1    | 0     |

#### Amlin Cup
| Rang | Joueur       | Points | Essais | Transf. | Pén. | Drops |
| ---- | ------------ | ------ | ------ | ------- | ---- | ----- |
| 1    | Nicolas Bézy | 16     | 0      | 5       | 2    | 0     |
| 2    | -            | 0      | 0      | 0       | 0    | 0     |
| 3    | -            | 0      | 0      | 0       | 0    | 0     |
| 4    | -            | 0      | 0      | 0       | 0    | 0     |
| 5    | -            | 0      | 0      | 0       | 0    | 0     |

### Meilleurs marqueurs

#### Top 14
| Rang | Joueur                                                                                  | Essais |
| ---- | --------------------------------------------------------------------------------------- | ------ |
| 1    | Roland Bernard                                                                          | 2      |
| 2    | Dayna Edwards, Kevin Goze, James Hart, Anthony Hegarty, Mathieu Nicolas, Florian Ninard | 1      |

#### Amlin Cup
| Rang | Joueur                                        | Essais |
| ---- | --------------------------------------------- | ------ |
| 1    | Cédric Béal, Daniel Kilioni, Jordan Michallet | 2      |
| 2    | -                                             | 0      |
| 3    | -                                             | 0      |
| 4    | -                                             | 0      |
| 5    | -                                             | 0      |